# Meet Me Halfway
Singles de The Black Eyed Peas
I Gotta Feeling Imma Be
Pistes de The END
Rock That Body Imma Be
Meet Me Halfway est le troisième extrait de l'album The END du groupe américain The Black Eyed Peas. Il réussit à se classer au trône des classements musicaux dans certains pays tels que la Belgique, le Royaume-Uni ou encore l'Australie.

## Historique
Meet Me Halfway était initialement un des singles promotionnels de l'album The END, mais fut finalement destiné à être un single officiel. Sa sortie en tant que single promotionnel eut lieu le 2 juin 2009. Il devint un single officiel le 22 septembre 2009 aux États-Unis. Fergie, l'unique femme du groupe, déclare que lors de l'enregistrement de cette chanson elle était transportée dans les années 1985 où elle avait vu la première fois un concert de Madonna. Elle affirme que ce morceau est un hommage à Madonna.

## Vidéoclip
Le vidéoclip a été réalisé par Ben Mor (tout comme I Gotta Feeling). Sa sortie officielle a eu lieu le 12 octobre 2009 et le 13 octobre 2009 il fut disponible sur l'Itune Store. Le vidéoclip met en scène les quatre membres du groupe répartis dans différents endroits. Le clip commence avec apl.de.ap en tunique et en turban lévitant au-dessus d'un désert. Ensuite, Fergie chante le refrain dans une jungle à la végétation luxuriante. Après, will.i.am chante le 2e couplet aux commandes d'un tableau de bord sur un éléphant indien. Taboo, lui, est en tenue d'astronaute gravitant autour du soleil. Enfin, des cubes et des cercles tournant sur eux-mêmes apparaissent à côté de chacun des chanteurs, et ceux-ci pénètrent dedans. À la fin, on peut voir quatre météorites qui traversent le ciel et atterrissent sur Terre, dans un désert. Contrairement aux deux précédents vidéoclips, il ne se termine pas par une scène montrant le nom de l'album (The END).